# محمود امیدسالار
محمود امیدسالار (زادهٔ ۵ آذر ۱۳۲۹ در اصفهان) پژوهشگر، مترجم، نسخه‌شناس و نویسندهٔ ایرانی است. او برای کتاب بوطیقا و سیاست در شاهنامه شایسته تقدیر در سی و ششمین دوره کتاب سال ایران شد.

## زندگی
محمود امیدسالار در اصفهان چشم به دنیا گشود. وی اصالتاً اهل ابرکوه در استان یزد است. امیدسالار دارای درجهٔ دکتری ادبیات فارسی از دانشکدهٔ مطالعات خاور نزدیک دانشگاه برکلی در کالیفرنیاست. وی دانش فولکلور را تحت نظر الن داندس استاد دانشگاه برکلی آموخته است؛ از این رو یکی از دانشمندان برجسته در زمینهٔ مطالعات فولکلور ایرانی و ادبیات فارسی به‌شمار می‌آید و مقالات زیادی در این خصوص نگاشته است. از کارهای ویژهٔ او همکاری با دکتر جلال خالقی مطلق در تصحیح شاهنامه فردوسی؛ همکاری با دانشنامه ایرانیکا به سرپرستی احسان یارشاطر از سال ۱۹۹۰ و عضویت در شورای عالی علمی مرکز دائرةالمعارف بزرگ اسلامی از سال ۲۰۰۶ بوده‌است.
او همچنین عضو هیئت گزینش کتاب و جایزهٔ بنیاد موقوفات دکتر محمود افشار است.

## سال‌شمار زندگی
- تحصیلات متوسطه تا دیپلم در ایران
- عزیمت به آمریکا برای ادامه تحصیل در سال ۱۹۶۹
- لیسانس اقتصاد و فلسفه از دانشگاه کالیفرنیا، برکلی در ۱۹۷۵
- فوق لیسانس ایران‌شناسی از دانشگاه کالیفرنیا، برکلی
- دکتری ادبیات فارسی از دانشگاه کالیفرنیا، برکلی در سال ۱۹۸۴
- تدریس ادبیات تطبیقی در دانشگاه ایالتی کالیفرنیا در لانگ بیچ و استاد مدعو در دانشگاه ایندیانا
- آغاز به کار در کتابخانهٔ دانشگاه کالیفرنیا، لس آنجلس از سال ۱۹۸۶ تا ۱۹۹۶
- اشتغال به کار در کتابخانهٔ دانشگاه ایالتی کالیفرنیا از سال ۱۹۹۶ تاکنون
- عضویت در هیئت تحریریهٔ دانشنامه ایرانیکا از سال ۱۹۹۰
- عضو شورای عالی علمی دائرةالمعارف بزرگ اسلامی از بهار ۲۰۰۶
- عضو هیئت امنای بنیاد فردوسی از سال ۱۳۸۸ تاکنون [۳]

## آثار
- همکاری در تنظیم ۵ مجلد از گنجینهٔ نسخه برگردان متون فارسی با استاد ایرج افشار
- متون شرقی، شیوه‌های غربی
- علی‌نامه (منظومه‌ای کهن) با همکاری دکتر محمدرضا شفیعی کدکنی
- سی و دو مقاله در نقد و تصحیح متون ادبی
- چاپ عکسی شاهنامه فردوسی از روی نسخهٔ خطی کتابخانهٔ بریتانیا
- جستارهای شاهنامه‌شناسی و مباحث ادبی
- تصحیح دفتر ششم از شاهنامهٔ خالقی
- آغاز به چاپ نسخه برگردان متون طبی فارسی با همکاری استاد ایرج افشار و دکتر رضا بنابی
- چاپ حدود ۱۸۰ مقالهٔ علمی و مدخل دائرةالمعارفی در مجلات علمی و دائرةالمعارفهای فارسی، انگلیسی و آلمانی [۴]